# Aréna Lviv
Az Aréna Lviv (ukránul: Арена Львів magyar átírásban: Arena Lviv) egy labdarúgó-stadion Lvivben, Ukrajnában.
A stadion az FK Karpati Lviv nevezetű helyi csapat otthonául szolgál, illetve a 2012-es labdarúgó-Európa-bajnokság egyik leendő helyszíne. Befogadóképessége 34 915 fő számára biztosított, amely mind ülőhely.
Az építési munkálatokat 2008. november 20-án kezdték és 2011-ben fejeződtek be.  
A stadionavató ceremóniát 2011. október 31-én tartották. Az első labdarúgó mérkőzésre 2011. november 15-én került sor. Ekkor a Ukrajna 2–1 arányban legyőzte Ausztria együttesét. A stadionban szerzett legelső gól Artem Milevszkij nevéhez fűződik.

## Története
Ukrajna 2007 áprilisában nyerte el a 2012-es labdarúgó-Európa-bajnokság társrendezési jogát. A lvivi stadiont a pályázatban foglaltak szerint építették fel, hogy alkalmas legyen az EB megrendezésére. A munkálatok 2008-ban kezdődtek és 2011-ben fejeződtek be. A létesítményt 34 915 főre tervezték, ahol a 2012-es labdarúgó-Európa-bajnokság csoportmérkőzései közül hármat rendeznek meg.

## 2012-es Európa-bajnokság
A következő csoportmérkőzéseket rendezik a lvivi arénaban
| Dátum       | Időpont (CEST / EEST) | Pályaválasztó | Eredmény | Vendég      | Forduló   | Nézők  |
| ----------- | --------------------- | ------------- | -------- | ----------- | --------- | ------ |
| 2012.06.09. | 18.00 / 19.00         | Németország   | 1:0      | Portugália  | B csoport | 32 990 |
| 2012.06.13. | 20.45 / 21.45         | Dánia         | 2:3      | Portugália  | B csoport | 31 840 |
| 2012.06.17. | 20.45 / 21.45         | Dánia         | 1:2      | Németország | B csoport | 32 990 |